# Болгарська греко-католицька церква
Болга́рська греко́-католи́цька це́рква (болг. Българска гръкокатолическа църква; лат. Ecclesiae Graecae Catholico Bulgarica), яку іноді називають, посилаючись на її візантійський обряд, Болга́рською візанті́йською католи́цькою це́рквою (болг. Българска византийска католическа църква; лат. Byzantinum Ecclesia Catholico Bulgarica) — східно-католицький апостольський екзархат sui juris, який знаходиться в повному євхаристійному спілкуванні з Латинською церквою, так і з 22 іншими східно-католицькими церквами, утворюючи разом Католицьку церкву. Церква має одну єпархію — Софійську, яка охоплює всю територію Болгарії.

## Історія

### Середньовіччя
За царя Бориса (853–889) болгари прийняли християнство у його візантійській формі, богослужіння відправлялося церковнослов’янською мовою. З різних причин Борис зацікавився прийняти християнство і зобов'язався зробити це від західних священнослужителів, поставлених Людовиком Німецьким в 863. Однак наприкінці того ж року Візантійська імперія вторглася в Болгарію протягом певного періоду голоду та стихійних лих. Зненацька Борис був змушений подати позов про мир і погодився прийняти християнство за східними обрядами.  Його наступник Симеон Великий (893–927) проголосив автономний Болгарський патріархат в 917 році, який отримав визнання Константинополя в 927 році і проіснував до падіння Першої болгарської імперії в 1018 році. У 1186 році болгарська держава відновила свою незалежність. Папа Інокентій III писав цареві Калояну, пропонуючи йому об'єднати свою Церкву з Католицькою церквою, ще в 1199 р. Бажаючи носити титул імператора та відновити престиж, багатство та розміри Першої Болгарської імперії, Калоян відповів 1202. Під час цього політичного маневру він просив папу Інокентія III дарувати йому імператорську корону. Калоян також хотів, щоб папство визнало главу Болгарської церкви патріархом. Папа не був готовий піти на поступки по цьому, і коли його посланник, кардинал Лео прибув в Болгарії, він помазав архієпископ у якості Предстоятеля для болгар. Калоян отримав лише уніатську корону, але не імперську. Тим часом, намагаючись сприяти союзу з Калояном, візантійський імператор Алексій III Анджелос визнав його імператорський титул і пообіцяв йому патріарше визнання. У 1235 р. Константинопольський патріарх визнав незалежність Болгарської церкви та право її керівника на патріарший титул. Османський завоювання 1393 покласти край цій Патріархії, територія якого було возз'єднатися з Константинополя. У наступні століття болгарська церква поступово еллінізувалася: грецька мова використовувалася в літургії, а єпископи були етнічними греками.

### Східні-католицькі рухи
У XIX столітті в населених на той час болгарами землях було три основних унійні рухи. Вони були пов'язані з націоналістичним звільненням від домінуючого Константинопільського патріархату і його про-грецького вплив над слов'янським населенням, що проживає в тракійских і македонських землях. Рух за союз з Римом спочатку завоював близько 60 000 прихильників, але в результаті створення Султаном в 1870 р. Болгарського екзархату, принаймні три чверті з них повернулися до православ'я до кінця XIX століття. Численні переходи духовенства від Православної до Католицької церкви і навпаки не слід розглядати лише як особисті примхи. Вони є симптомами гри іноземних держав, до якої духовенство залучилося після Берлінського договору в червні 1878 р., який залишив Македонію та Тракію в межах Османської імперії (після того, як вона була надана Болгарії Сан-Стефанським договором у березні 1878 р.). Таким чином, у результаті взаємодії між православним і доктриною уніатської, Болгарія підтримує Православний екзархат, а Росія підтримала Болгарію. Константинопольський патріархат, у якому переважали греки, підтримав грецьку сторону. Франція та імперія Габсбургів підтримали уніатів. Підтримка імперії Габсбургів зросла лише після 1878 р. ставлення Османської імперії було неоднозначним — іноді підтримувало, іноді виступало проти уніатського руху, залежно від того, як йому довелося збалансувати власні інтереси в грі з Великими державами.

### Перший уніатський рух

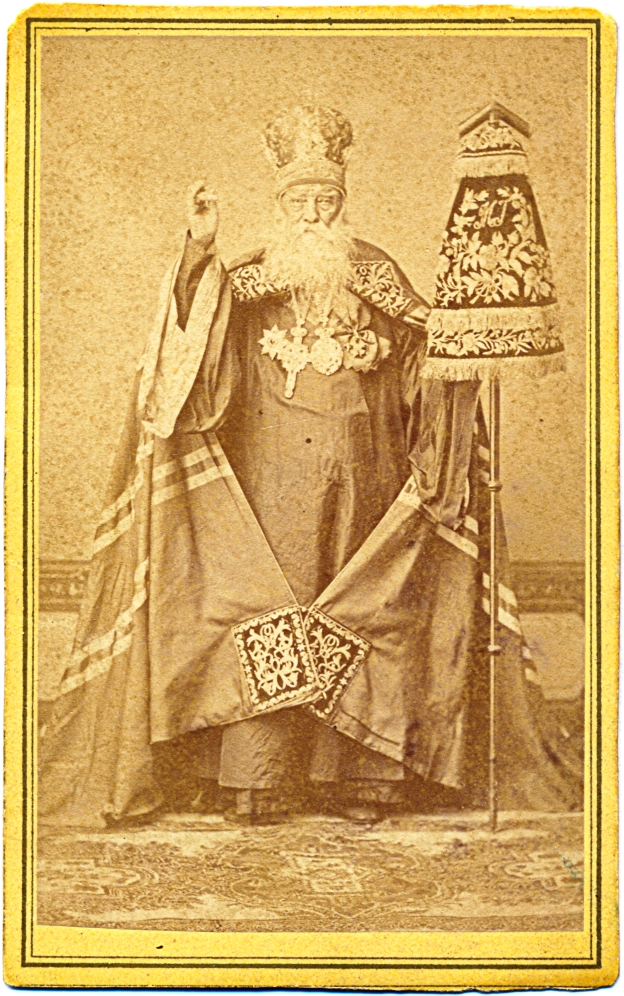
Архієпископ Йосиф Сокольський, листопад 1872 р.

Болгари сподівались, що через церковну унію з Римом вони отримають церковну свободу, яку, на їхню думку, їм відмовляв Константинополь. Провідною фігурою уніатського руху був болгарський купець Драган Цанков, який мав підтримку католицької Франції. Він видавав у Константинополі газету "Болгарія", в якій виступав за унію з Папою Римським. Він критикував Росію за її негативну позицію щодо болгарського "церковного питання" і публікував історичні документи про хороші зв'язки між Католицькою церквою та болгарськими царями у середньовічні часи. Перший уніатський рух виник у двох центрах: Кукуші та Константинополі. У 1859 році громадяни Кукуша написали листа до Папи Римського, у якому визнали його адміністративне та духовне керівництво. Натомість вони вимагали не вносити змін до їхніх східних обрядів, а саме вони з вибору своїх єпископів та нижчого духовенства, за схваленням Папи Римського. У листі зазначалося, що викладачів церковних шкіл обиратиме домашнє духовенство, а навчання здійснюватиметься болгарською мовою та його "національний алфавіт". У грудні 1860 р. Константинополь став ще одним центром руху Першого уніатського руку. Драган Цанков, разом з делегацією болгарської духовної та світської інтелігенції, передав папському апостольському вікарію лист із проханням до Папи про церковну унію. Цей акт санкціонував Ватикан та османський уряд того ж року, тим самим відкривши шлях до створення болгарської уніатської церкви. Папа Пій IX прийняв їх прохання і сам висвятив архімандрита Йосифа Сокольського в якості архієпископа 8 квітня 1861 р. Хоча архієпископ Сокольський, який домігся визнання османської влади, світським главою болгарської уніатської громади (просо бази) відразу був вивезений на російському кораблі і протриманий у Києві до кінця життя. До червня 1861 року в Константинополі не було нікого, хто міг би виконувати болгарські уніатські служби, ситуація не була виправлена до 1863 року, коли Рафаеля Попова було обрано єпископом з центром в Адріанополі. Того ж року була заснована болгарська уніатська гімназія в Адріанополі. Перший уніатський рух поширився на кілька міст і сіл в Македонії та Фракії, але конкретних результатів вони не дали. Причини невдачі Першого уніатського руку можна було знайти в політичному характері цих рухів, а не в глибокій релігійній відданості населення. Народ вимагав помісного духовенства. Вони отримали його спочатку через Патріархат, а потім через Болгарський екзархат, який був остаточно створений в 1870 році.

### Другий уніатський рух

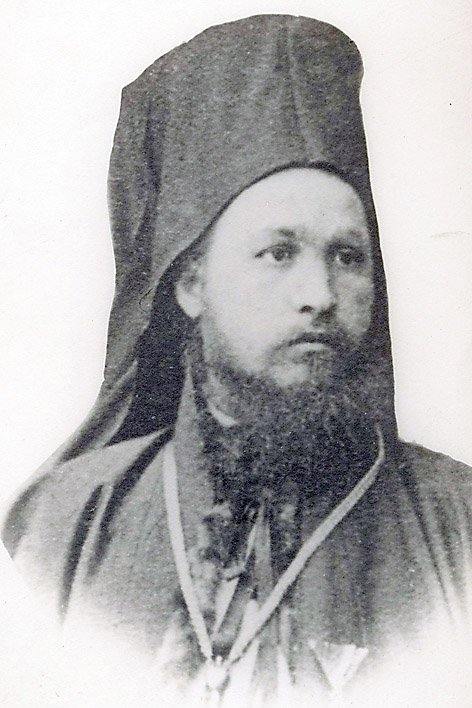
Рафаель Попов (1830–1876), болгарський візантійсько-католицький єпископ

Другий уніатський рух знову розпочався в Кукуші. У 1874 році болгарський православний єпископ Кукуша Ніл Ізворов написав листа болгарському єпископу уніату в Константинополі Рафаелю Попову, сказавши, що воля народу в Македонії полягає в приєднанні до Болгарської уніатської церкви. Після цього він направив листа до Папи Римсько, просячи його про унію. Його спроба об'єднатись була успішною, і в тому ж році він відслужив службу в новому статусі уніатського католицького єпископа. Існує кілька тлумачень причин цієї церковної унії. Деякі автори підкреслюють особисту мотивацію Ізворова піти на унію. Через два місяці після того, як Ізворов прибув до Кукуша як православний єпископ, Патріархат і російські дипломатичні служби перевели його до Константинополя. Шукаючи способу залишитися в Македонії, він спочатку звернувся до деяких англіканських місіонерів, але не отримав від них жодної підтримки. Лише після цього він звернувся до лазаристів у Салоніціа потім єпископу Попову в Константинополі. Інші дослідники стверджували, що Ізворов не задоволений власною позицією в Екзархаті, але додав, що населення також не задоволене поділом місцевих єпархій Патріархією та Болгарським Екзархатом і недовіряє обом. Ось чому прості люди мали інтерес приєднатися до Католицької церкви. Історичні джерела свідчать, що османський уряд заборонив Ізворову в’їжджати в Кукуш на кілька років. Єпископ Попов взяв на себе обов'язки в Кукуші, але в 1876 році він помер за нез'ясованих обставин. Того ж року Ізворов отримав посаду керуючого єпископом усіх уніатських болгар, безпосередньо підпорядкований Апостольському Делегату в Константинополі. Після цього він відновив свої обов'язки в Македонії. Того року він знову став активним у Центральній Македонії, що базувався в Кукуші. За одну п’ятирічку існувало 57 католицьких сіл, тоді як болгарські уніатські школи у Саланікському вілаеті досягли 64, у тому числі Болгарська уніатська гімназія в Салоніках. Кілька років потому, в 1883 році, він був підвищений до архієпископа всіх уніатських болгар і поїхав до Константинополя. Станом на 1883 рік було вже два апостольських вікарії. Єпископ Михайло Петков в Адріанополі був відповідальним перед Тракією та єпископом Лазарем Младеновимв Салоніці до Македонії, обидва підпорядковані архієпископу Нілу Ізворову в Константинополі. Раніше у послідовників католицизму східних обрядів була спільна ієрархія. У 1884 р. Ізворов повернувся до Болгарської православної церкви. Особистість єпископа Младенова була не менш суперечливою, ніж єпископа Ізворова.

### Третій уніатський рух
До кінця XIX століття Болгарська греко-католицька церква в Македонії базувалася в Кукуші, а Єпифаній Шанов був єпископом після відлучення Младенова в 1895 році. У 1893 р. внутрішня Македоно-адріанопольська революційна організація виникла як головний болгарський фактор на македонських і тракійських землях. Наприкінці 1890-х років ІМАРО був надзвичайно антикатолицьким. Зі свого боку, католицька церква не підтримував ІМАРО, оскільки вона був проти будь-яких революційних рухів в Османській імперії. Це відношення змінилося на короткий проміжок часу після повстання Ілінден-Преображення 1903 року. Османський терор після провалу повстання спонукав Болгарський екзархат і Болгарську греко-католицьку церкву взяти на себе ту саму місію: допомогти людям впоратися з трагедією. Однак це зближення було недовгим. Після 1903 р. революціонери ІМАРО та Екзархат продовжували діяти проти католицької церкви. У Сербії вигнали болгарських церковників. Болгарська мова була заборонена, а її таємне використання при виявленні висміювалось або каралося. У результаті Балканських війн 1912–1913 років та Першої світової війни 1914–1918 років багато болгар втекли з територій сучасної Греції, Північної Македонії та Туреччини до теперішньої Болгарії.

### Болгарська уніатська церква після Першої світової війни
У 1926 р. в Софії було створено Апостольський екзархат для душпастирства візантійських католиків у Болгарії. Це було домовлено в основному за допомогою архієпископа Анджело Ронкаллі, майбутнього Папи Римського Івана XXIII, який у 1925 р. був названий Апостольським Візитатором, а згодом Апостольським Делегатом у Болгарії, де він пробув до 1934 р. Під час Другої світової війни Болгарія окупувала більшу частину з Македонії і Тракії. У 1941 р. уніатські парафії перейшли під юрисдикцію Апостольського екзархату в Софії. Багато священнослужителів та сестер Євхарістінкі, які раніше знайшли притулок у Болгарії, повернулися до Македонії та Тракії відновили свою роботу до кінця війни, коли Болгарія знову втратила ці території. На відміну від інших комуністичних режимів у Східній Європі, комуністичний уряд, який взяв владу в Болгарії після Другої світової війни, не скасував Візантійську католицьку церкву, але піддав її жорстким обмеженням, які, як стверджується, були дещо полегшені після обрання папи Івана XXIII 28 жовтня 1958 р. Наприкінці 2004 р. В Софійському апостольському екзархаті було близько 10 000 католиків у 21 парафії, якими опікувались 5 єпархіальних та 16 релігійних священників, ще 17 релігійних чоловіків та 41 релігійна жінка.

## Сучасний стан

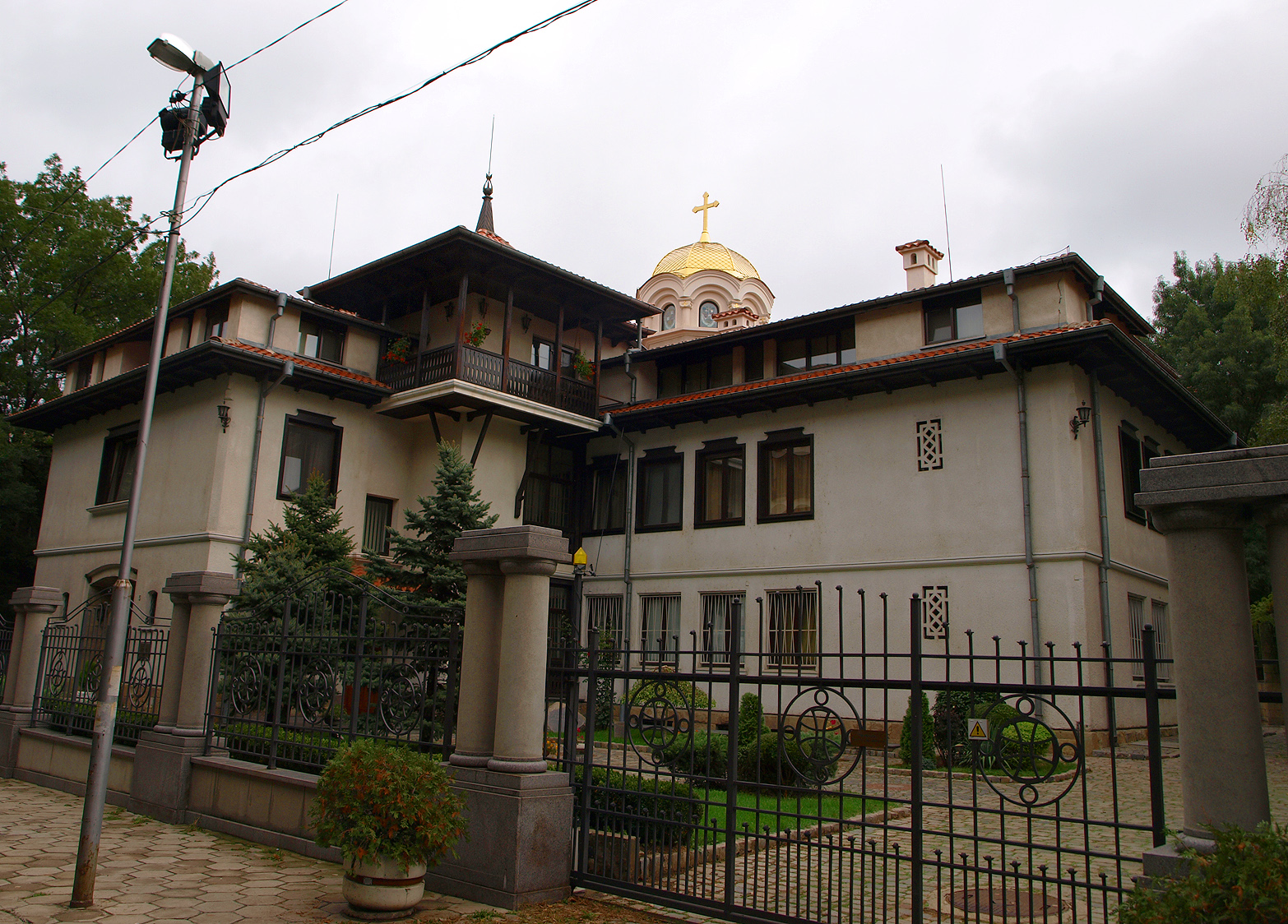
Штаб-квартира Болгарської греко-католицької церкви в Софії, Болгарія

Болгарська греко-католицька церква має статус апостольського екзархату. За даними Annuario Pontificio за 2007 рік чисельність парафіян становить 10 000 осіб у 21 парафії. З 1995 р. її очолює апостольський екзарх, єпископ Христо Пройков. Резиденція глави церкви розміщена в Софії.

## Минулі предстоятелі церкви
- Апостольський вікаріат болгар (1860—1883) (Apostolicus Vicariatus Bulgarorum)
  - Архієпископ Йосиф Сокольський (14 квітня 1861 — 18 червня 1861)
  - Архімандрит / парафіяльний священник Петро Арабаджійський (1861—1863)
  - Єпископ Рафаель Попов (14 березня 1864 — 18 листопада 1865 як апостольський адміністратор, 19 листопада 1865 — 23 лютого 1876 як єпископ)
  - Єпископ Ніл Ізворов (21 вересня 1876 — 6 квітня 1883)
- Константинопольська архиєпархія болгар (1883—1926) (Archidioecesis Constantinopolitanus Bulgarorum)
  - Архієпископ Ніл Ізворов (7 квітня 1883 — 3 липня 1895)
  - Архієпископ Михайло Міров (4 лютого 1907 — 17 серпня 1923)
    - Македонський апостольський вікаріат болгар із центром у Салоніках (1883—1926) (Apostolicus Vicariatus Macedoniaensis Bulgarorum)
      - Владика Лазар Младенов (12 червня 1883 — 31 жовтня 1894)
      - Єпископ Епіфаній Шанов (23 липня 1895 — 17 грудня 1921)
      - Архімандрит Христофор Кондов (17 грудня 1921 — 6 січня 1924) — Апостольський адміністратор
      - Архімандрит Йосафат Козаров (20 лютого 1924 — 3 листопада 1925) — Апостольський адміністратор

    - Тракійський апостольський вікаріат болгар із центром в Адріанополі (1883—1926) (Apostolicus Vicariatus Thraciae Bulgarorum)
      - Єпископ Михайло Петков (7 квітня 1883 — 27 травня 1921)
      - Архімандрит Христофор Кондов (25 червня 1921 — 6 січня 1924) — Апостольський адміністратор
      - Архімандрит Йосафат Козаров (20 лютого 1924 — 3 листопада 1925) — Апостольський проадміністратор
      - Екзарх Кирило Куртєв (23 вересня 1925 — 24 липня 1926) — Апостольський адміністратор
- Софійський апостольський екзархат (1926—2019)
  - Єпископ Кирило Куртєв (25 липня 1926 — 30 травня 1941)
  - Єпископ Іван Ґаруфалов (6 липня 1942 р — 7 серпня 1951)
  - Єпископ Кирило Куртєв (7 серпня 1951 — 9 березня 1971)
  - Архієпископ Методій Стратієв (9 березня 1971 — 5 вересня 1995)
  - Єпископ Христо Пройков (5 вересня 1995 — 11 жовтня 2019)
- Софійська єпархія Святого Івана 23-го (з 2019)
  - Єпископ Христо Пройков (з 11 жовтня 2019 р.)
  - Єпископ Петко Валов (номінат з 8 квітня 2024)